# Isac Peltz
I (Isac) Peltz (n. 12 februarie 1899, București, România – d. 10 august 1980, București, România) a fost un scriitor și jurnalist evreu-român, membru al Uniunii Scriitorilor din România. A scris numeroase romane și nuvele, între care mai cunoscute sunt: Calea Văcărești, Foc în hanul cu tei, Moartea tinerețelor. În timpul regimului antonescian a apărut pe indexul de scriitori evrei interziși. Sub regimul comunist, între anii 1951 și 1954, a fost arestat de către Securitate și deținut politic în închisori și lagăre de muncă forțată. A fost tatăl pictoriței Tia Peltz. Majoritatea cărților lui Isac Peltz au fost ilustrate de fiica sa, Tia Peltz.

## Cărți publicate
- Viața cu haz și fără a numitului Stan, 1929
- Horoscop, 1932
- Calea Văcărești, 1933
- Nopțile domnișoarei Mili, 1935
- Țara bună
- Foc în Hanul cu Tei
- Actele vorbește!
- Am scris numai pentru promovarea omeniei - amintiri și evocări
- Fiori
- Stafia roșie
- Paiațe
- Fantoșe vopsite
- Amor încuiat